# John Storgårds
John Gunnar Rafael Storgårds, född 20 oktober 1963 i Helsingfors, är en finländsk violinist och dirigent.
Storgårds är elev till bland andra Chaim Taub (violin, Tel Aviv) och Jorma Panula (orkesterdirigering). Han är konsertmästare i Helsingfors kammarstråkar, Wegelius stråkorkester (även konstnärlig ledare), Sveriges radios symfoniorkester (alternerande 1994–1996) och Avanti!, sedermera även dirigent för sistnämnda ensemble. Han har varit dirigent för Ylioppilaskunnan soittajia 1992–1996, förste gästdirigent för Uleåborgs 1997–2000 och Tammerfors stadsorkestrar 2000–2002 samt därefter för Helsingfors stadsorkester, i vilken han var överkapellmästare 2008–2015. Han är dessutom dirigent för Esbo stadsorkester (2001–2003), chefsdirigent för Lapplands kammarorkester (1996-) och chefsdirigent för Tammerforsfilharmonikerna från 2006. Han har dirigerat merparten av viktiga nordiska orkestrar och har gjort upprepade gästspel med bland annat Düsseldorfer Symphoniker, Scottish Chamber Orchestra och BBC Symphony Orchestra.
Storgårds är en av sin generations mest begåvade och mångsidiga musiker med en betydande internationell karriär som violinist och dirigent. Han är känd för sin fördomsfria repertoarpolitik och lyfter gärna fram sällan spelade verk och oförtjänt negligerade tonsättare; han har en speciell relation till Robert Schumann och är en ypperlig uttolkare av nutida musik. Storgårds har gjort internationellt kritikerrosade skivinspelningar av såväl ny och romantisk (som violinist bland andra Kaija Saariahos, Pehr Henrik Nordgrens, Erkki Melartins och Schumanns konserter) som wienklassisk repertoar. Även kammarmusik samt jazz och olika former av crossover. Sedan 2004 konstnärlig ledare för Korsholms musikfestspel samt Luosto classic. Han tilldelades Pro Finlandia-medaljen 2012.